# Ромодановский, Никита Иванович
Князь Никита Иванович Ромодановский — голова и воевода во времена правления Ивана IV Васильевича Грозного.
Из княжеского рода Ромодановские. Старший сын князя Ивана Фёдоровича Ромодановского по прозванию Гнуса, упомянутого в 1551 году головою в Государевом полку в походе к Полоцку и погибшего в 1552 году при взятии Казани. Имел младшего бездетного брата князя Константина Ивановича, известного по родословным.

## Биография
Впервые упомянут в 1550 году в Дворовой тетради дворовым сыном боярским из Бежецкого Верха. В 1560 году, послан вторым головою в полк князя Фёдора Ивановича Троекурова в походе на немецкие земли под город Вильян. В 1563-1564 годах писец в Юрьевском уезде. В 1565 году среди прочих сослан в Казанский уезд, где имел свой двор в Казани.
В 1570 году состоял воеводой в Перми, привёз в Москву грамоту от сибирского хана Кучюма.
По поколенной росписи показан бездетным.